# Caloplaca atrocyanescens
Caloplaca atrocyanescens är en lavart som först beskrevs av Theodor 'Thore' Magnus Fries, och fick sitt nu gällande namn av Henri Jacques François Olivier. Caloplaca atrocyanescens ingår i släktet orangelavar, och familjen Teloschistaceae. Enligt den finländska rödlistan är arten nära hotad i Finland. Arten är reproducerande i Sverige. Artens livsmiljö är klippor (inklusive flyttblock).